# Molossus molossus

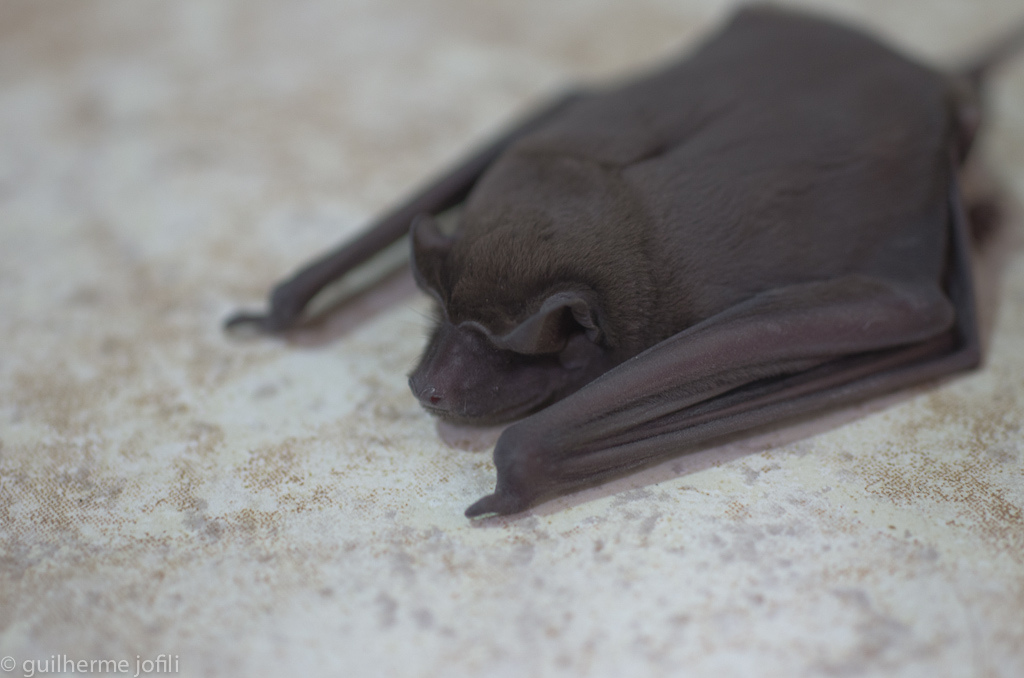

Molossus molossus es una especie de murciélago de la familia Molossidae. 

## Distribución
Se encuentra en América, desde Argentina hasta Cuba y México, y en los Cayos de Florida en los Estados Unidos.